# Stadio di Daegu
Lo stadio di Daegu, ex della Coppa del Mondo, spesso in inglese Daegu World Cup Stadium, detto anche "Blue Arc", (대구 스타디움?, Daegu StadiumLR, ex 대구월드컵경기장, ossia Daegu Woldeukeop Gyeoggijang) è uno stadio ad uso polivalente che si trova nella città di Daegu, in Corea del Sud.

## Descrizione
Lo Stadio di Daegu venne inaugurato nel 2001 e per costruirlo vennero spesi 265 milioni di dollari.
Ha ospitato quattro gare della Coppa del Mondo, ossia:
- Senegal -  Danimarca 1-1 (gruppo A) il 6 giugno
- Slovenia -  Sudafrica 0-1 (gruppo B) l'8 giugno
- Corea del Sud -  Stati Uniti 1-1 (gruppo D) il 10 giugno
- Corea del Sud -  Turchia 2-3 (Finale terzo posto) il 29 giugno

Oltre al calcio l'impianto è stato utilizzato per ospitare le Universiadi del 2003 e nel 2011 è stato utilizzato per i Campionati del mondo di atletica leggera 2011.